# Wulbrand Bock

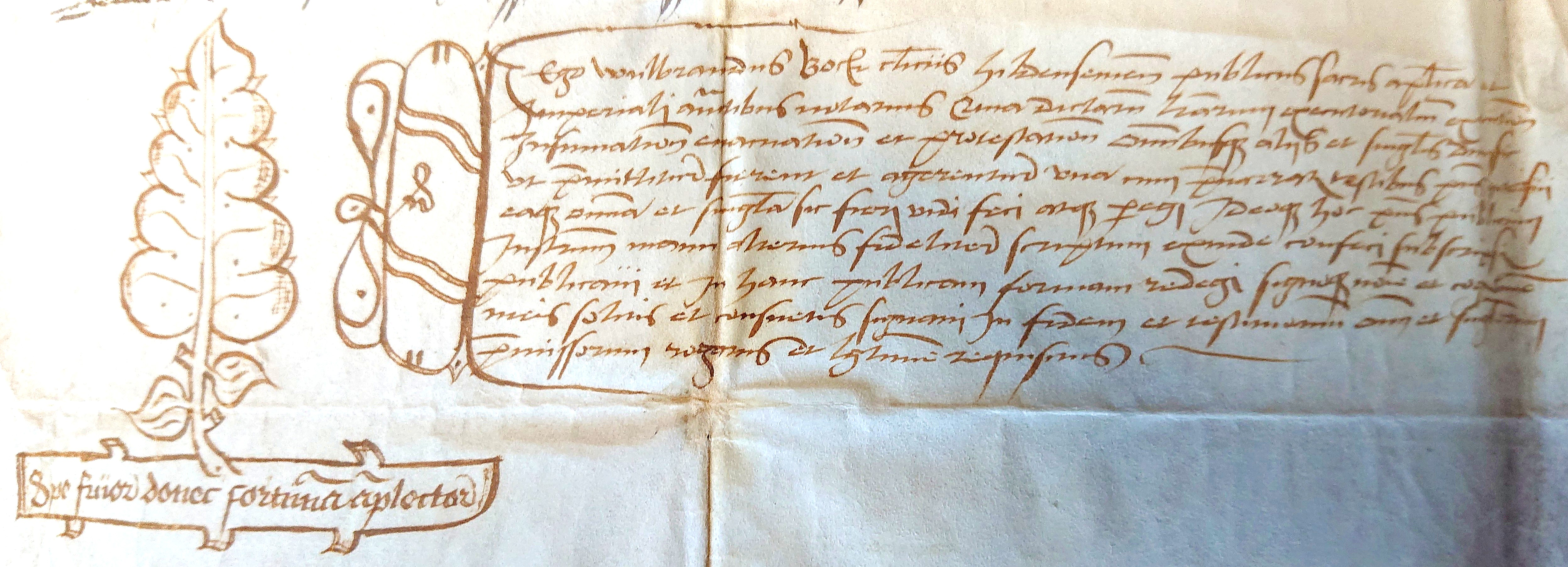
Notariatssignet mit Floskel von Wulbrand(us) Bock, 1510

Wulbrand(us) Bock († 20. Februar 1534) war Notar und Domherr des Hochstifts Hildesheim sowie Domvikar und Domherr des Hochstifts Naumburg. Er war u. a. auch an den Mainzer Dom abgeordnet worden, um die Durchführung der von der Römischen Kurie beauftragten Exkommunikation eines dortigen Domherren zu bestätigen.

## Leben und Wirken
Er gehörte zu den „Böcken“ und stammte aus einem im Sächsischen Reichskreis ansässigen Adelsgeschlecht. Über seine genaue Herkunft ist aufgrund der schwierigen Überlieferungslage wenig bekannt. Eine Verwandtschaft mit der später sogenannten Familie Bock von Wülfingen und eine Abstammung von der Burg Nordholz liegen nah. Ein gleichnamiger Wulbrand Bock war 1474 im Besitz von Schloss und Amt Aerzen, das die Bischöfe von Hildesheim verpfändet hatten. In der Familie lag auch das Amt des Erbkämmerers und Drost von Hildesheim.
In Hildesheim besaß Wulbrand Bock den beim hohen Bergfried gelegenen Hof, der er vom dortigen Michaeliskloster zu Lehen trug.
Bereits am 28. Dezember 1510 ist es als Notar des Bischofs Johannes IV. von Hildesheim nachweisbar. Als solcher war er persönlich in Mainz, um dort die Insinuation und Exekution des Urteils der Römischen Kurie gegen Friedrich Königstein notariell zu bestätigen. Königstein hatte in Mainz die durch Tod von Bernhard von Breidenbach im Jahre 1497 freigewordene Dompräbende mit „unlauteren“ Mitteln erlangt. Dagegen klagte des Herzog Erich von Braunschweig-Grubenhagen bei der Römischen Kurie. In Rom wurde am 5. Mai 1508 unter Papst Julius II. und während der Regentschaft des Kaisers Maximilian I. zu Gunsten des Herzogs entschieden und Friedrich Königstein mit der Exkommunikation bestraft. Die erfolgte Ausführung des Papsturteils bestätigte der extra aus Hildesheim angereiste Wulbrand Bock mit seinem Notariatssignet mit Floskel.
Seine unmittelbare Beteiligung an der Hildesheimer Stiftsfehde von 1519 wurde noch nicht näher untersucht. Im Zuge dieser Fehde wurde 1521 die Bock’sche Burg Nordholz zerstört.
Wann er Domherr in Hildesheim wurde, konnte bislang noch nicht ermittelt werden. Jedenfalls war er Domherr bis zum Tod und erlebte unter Bischof Otto die Auseinandersetzungen mit protestantischen Bürgern Hildesheims.
1531 wird Bock außerdem auch als Domvikar bei St. Andreae in Naumburg (Saale) erwähnt. Wenig später erlangte er in Naumburg auch ein Domkanonikat mit Minorpräbende. Unter dem streng katholischen Fürstbischof Philipp von der Pfalz war Woldebrand von Bock in Naumburg in den 1530er Jahren den zunehmenden Spannungen mit den reformatorischen Kräften ausgesetzt, während es der Bischof weitgehend vermied, das Bistum zu betreten.